# Mohylové pohřebiště u Řepče
Mohylové pohřebiště u Řepče se nachází v lese, ležícím východně od obce a oddělujícím ji od řeky Lužnice s hradní zříceninou Příběničky. Jedná se o jedno z největších jihočeských mohylových pohřebišť, vykazujících navíc náznaky lineárního (pro pravěká pohřebiště netypického) uspořádání. Od 3. května 1958 je lokalita kulturní památkou.

## Výzkum a popis lokality
První výzkum provedl Jan Máchal roku 1873. Na konci 19. století se lokalita ocitla v hledáčku Josefa Ladislava Píče, který během několika letních vykopávkových akcí odkryl a prozkoumal 24 mohyl. V meziválečném období se do průzkumu lokality pustily také místní učitelé společně s Emanuelem Šimkem. Detailnějšího ohledání se řepečské mohyly dočkaly roku 2010, kdy byl proveden průzkum pod vedením Západočeské univerzity v Plzni, jenž lokalizoval 68 mohyl. Většina z nich je narušena bočními výkopy.
V lokalitě převažují mohyly ze střední doby bronzové, kterých bylo nalezeno na čtrnáct. Další dvě byly zařazeny do mladší doby bronzová, jedna do doby halštatské a ostatních hrobové nálezy pocházejí z doby laténské. Největší objevená mohyla dosahuje v průměru 15 metrů. Hroby byly do nich vkládány dodatečně. Ve vnitřní struktuře mohyl se nacházely kamenné věnce či centrální kamenné kužele. Některé poskytly bohatý nálezový fond (železný meč, kopí, sekera, klíč, bronzové šperky, železné uzdy, kostěný rozdělovač), z něhož vyniká bronzový dvouramenný sekeromlat s tulejí (104 mm), představující příklad prestižní pohřební výbavy. K podobnému jsou zaznamenány analogické nálezy až v Karpatské kotlině. Nálezy jsou uloženy v Národním muzeu v Praze a Husitském muzeu v Táboře.